# Джанк-фуд

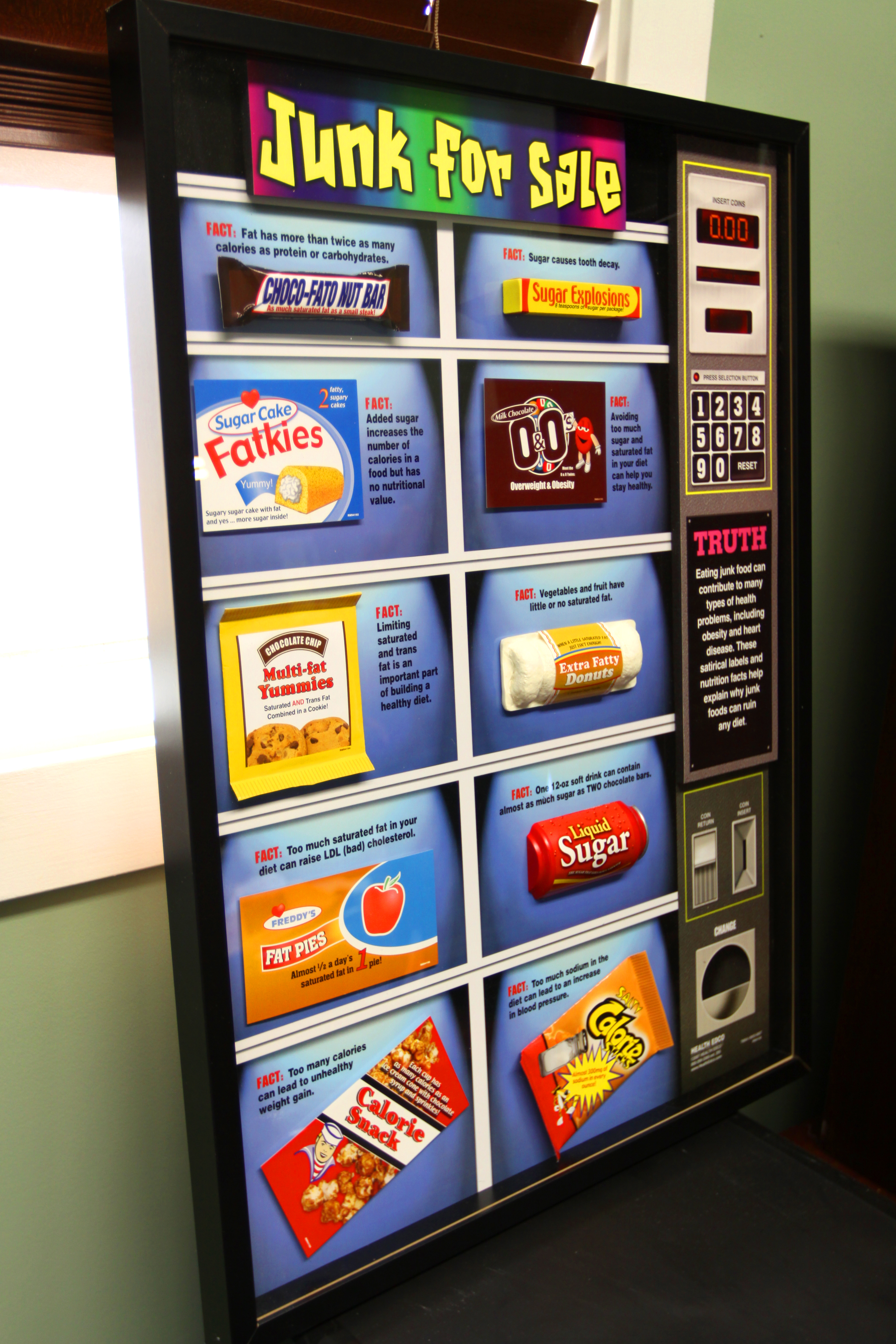
Плакат рассказывает о последствиях джанк-фуда

Джанк-фуд (англ. junk food, дословно — «мусорная еда») — термин, используемый для описания продуктов питания с высоким содержанием калорий из сахара и/или жира, но с малым количеством пищевых волокон, белка, витаминов, минералов или других важных форм пищевой ценности. Термин «джанк-фуд» — это уничижительное выражение, появившееся в 1950-х годах.
Точные определения варьируются в зависимости от цели и времени. Некоторые продукты с высоким содержанием белка, например, мясо, приготовленное с использованием насыщенных жиров, могут считаться джанк-фудом. Фастфуд часто приравнивают к джанк-фуду, хотя фастфуд нельзя категорически назвать нездоровой пищей.
Озабоченность негативными последствиями для здоровья, вызванными употреблением подобной пищи, особенно ожирением, привела к проведению кампаний по повышению осведомленности общественности, а также к ограничению рекламы и продажи в некоторых странах.